# Peritrechus fraternus
Peritrechus fraternus är en insektsart som beskrevs av Philip Reese Uhler 1871. Peritrechus fraternus ingår i släktet Peritrechus och familjen Rhyparochromidae. Inga underarter finns listade i Catalogue of Life.